# Сеньйорія (влада)
В англійському праві сеньйорія (seignory або seigniory, ранньомодерній англійській мові signiory ([ˈseɪnjəri]; фр. seigneur; лат. senior) — володарство (влада), що залишається для дарувальника після надання маєтку у вигляді простих зборів.
Nulle terre sans seigneur («Немає землі без пана») була феодальною правовою максимою; там, де неможливо знайти іншого лорда, вважалося, що Корона є верховним лордом. Основними інцидентами сеньйорії були феодальна клятва поваги та вірності; орендна плата «звільнення» або «головна»; «звільнення» від орендної плати за один рік і право викупу. В обмін на ці привілеї лорд був зобов'язаний позбутися своїх прав, якщо він нехтував захистом і захистом орендаря або робив щось, що шкодить феодальним відносинам.
Кожна нині існуюча сеньйорія, мабуть, була створена до статуту Quia Emptores (1290 р.), який забороняв у майбутньому створення маєтків у формі субфеодації. Єдиними сеньйоріями, які мають будь-яке значення на даний момент, є лорди маєтків. Вони розглядаються як безтілесні спадщини і є або додатковими, або загальними. Додаток сеньйора переходить із наданням маєтку; сеньйорія в валовому розмірі — тобто сеньйорія, яка була відокремлена від володіння маєтку, до якого вона спочатку належала, — повинна бути спеціально передана актом дарування.
Земля вільного володіння може отримати право власності шляхом передачі сеньйорії орендареві вільного володіння, але це не скасовує право орендаря на загальну власність (Baring v. Абінгдон, 1892, 2 гл. 374). За s. 3 (ii.) Закону про поселену землю 1882 року, орендар садиби протягом усього життя має право продавати сеньйорію будь-якої вільної землі в садибі, а також п. 21 (v.) купівля сеньйорією будь-якої частини осілої землі, яка є землею вільного володіння, є дозволеним застосуванням грошового капіталу, що виникає відповідно до закону.